# Туапсе
Туапсе́ (на руски: Туапсе́; на адигейски: ТIуапсэ) е град в Русия, административен център на Туапсински район, Краснодарски край. Населението му към 1 януари 2018 е 249 848 души.

## География
Градът е разположен на черноморското крайбрежие в предпланинските части на главния кавказки хребет, по устията на реките Туапсе и Паук.
Той е сред най-значимите морски курорти на Русия. Има железопътна гара на Северокавказката железопътна линия, разполага с пристанище.

## История
Най-ранното споменаване на адигейската дума Туапсе (от туапсе (двуречие, място в района на сливането на 2 реки – р. Туапсе, се образува от сливането на 2-те реки Чилипси и Пшенахо) се среща в VI – II век пр.н.е. (в гръцката транскрипция: Топсида). В същото време по онези места съществува шапсугско селище, значителен център на търговия с роби. През XV век селището е превзето и присъединено към Османската империя.
- 1829 – крайбрежието на района попада в границите на Русия по силата на Одринския мирен договор (1829);
- 1838 – построено е укреплението Веляминовское, носещо името на генерал Алексей Веляминов (1785 – 1838), в рамките на Черноморската укрепена брегова линия;
- 1853 – по време на Кримската война руснаците са принудени да отстъпят укреплението, като преди това го разрушават;
- 1857 – устроена е турска военна база, чрез която се снабдява с оръжие местното адигейско население;
- 1864 – отряд, начело с генерал Гейман, овладява и отново присъединява към Русия развалините на Веляминовския форт;
- 1864 – започва изселване на адигейското население (шапсуги, убихи и др.) в Османската империя (известно като Кавказско мухаджирство), районът на Туапсе е главен пункт на морската евакуация;
- 1864 – начало на по-усилено заселване на района с поданици на руския цар, главно руснаци, арменци, гърци;
- 1875 – образувано е селището Веляминовски посад
- 1896 – започва строителството на морско пристанище;
- 1897 – селището получава името Туапсе, става окръжен център в Черноморската губерния;
- 1916 – получава статут на град, свързан е чрез железопътна линия с град Армавир;
- 1917 – 1920 – през Гражданската война в Русия градът е арена на ожесточени битки и е силно повреден;
- през Втората световна война градът е силно разрушен, награден е с орден „Отечествена война“ II степен (май 1981) и „Отечествена война“ I степен (май 1985).

## Побратимени градове
- Ажан, Аквитания, Франция от 19 октомври 1976 г.

## Личности родени в Туапсе
- Владимир Крамник – шахматист
- Наталия Глебова – Мис Вселена 2005